# アスリーツ・アンリミテッド・バレーボール
アスリーツ・アンリミテッド・バレーボール（Athletes Unlimited Volleyball、略称AUV）は、2021年に発足したアメリカ合衆国の女子プロバレーボールリーグである。チームはホームタウンを持たず選手も固定せず、開催週ごとにドラフトを行いチーム編成が変わる。ポイント獲得上位が翌週のキャプテンに指名されチーム編成を行う。

## 歴代上位
| 年度        | 順位                         | 順位                   | 順位                   |
| 優勝        | 準優勝                       | 3位                    |                        |
| ----------- | ---------------------------- | ---------------------- | ---------------------- |
| 2021年 詳細 | ジョーダン・ラーソン         | ベタニア・デラクルス   | ブリー・キング         |
| 2022年 詳細 | ベタニア・デラクルス         | ナタリア・バレンティン | ダニエル・ドルーズ     |
| 2023年 詳細 | リア・エドモンド             | アリ・リネハン         | ブルック・ヌネヴィラー |
| 2024年 詳細 | ブリタニー・アベルクロンビエ | ベタニア・デラクルス   | マディソン・リッシェル |